# Paris (rapper)
Paris, pseudonimo di Oscar Jackson Jr. (San Francisco, 29 ottobre 1967), è un rapper e produttore discografico statunitense.
È noto particolarmente per i suoi testi politici e socialmente consapevoli. Influenzato dalle Pantere Nere, un tempo faceva parte della Nation of Islam.

## Biografia

### Anni 1990
Nel 1990, subito dopo aver ottenuto la laurea in economia alla UC Davis, Paris si fece conoscere con il suo singolo di successo The Devil Made Me Do It e l'omonimo album. Originariamente rilasciato dalla Tommy Boy Records, il singolo venne bandito da MTV. L'album raggiunse la 158ª posizione nella Billboard 200.
Il suo secondo album, Sleeping with the Enemy, era pronto per essere pubblicato nel 1992 ma la sua etichetta Tommy Boy Records (dal 2002 conosciuta come Tommy Boy Entertainment) e il distributore Warner Bros. lo licenziarono quando scoprirono i contenuti, che comprendevano situazioni immaginarie in cui si uccideva l'allora presidente Bush e poliziotti razzisti. Causò problemi anche l'inserto dell'album, dove si poteva vedere l'artista che aspettava dietro un albero, con in mano un Tec 9, mentre il presidente salutava la folla. Alla fine Paris pubblicò l'album in proprio con la sua nuova etichetta Scarface Records. Sempre nello stesso anno contribuì all'album Play More Music della band Consolidated con la canzone Guerrillas in the Mist.
Nel 1993 Paris si strinse un accordo artistico e di distribuzione con la Priority Records per sé e per la sua etichetta Scarface Records. Lo stesso anno pubblicò il suo terzo LP, Guerrilla Funk. Con la sua etichetta firmò anche artisti hip hop emergenti come The Conscious Daughters. Nel 1995 l'artista e Priority Records interruppero i loro rapporti a causa di differenze creative e nel 1997 firmò un accordo unico con l'ormai defunta Whirling Records per l'uscita del suo quarto LP, Unleashed, che ricevette poca promozione e non vendette molto. L'album conteneva alcuni versi violenti che descrivevano la violenza razziale. L'album venne anche pubblicato in Europa con una lista delle tracce diverse. Dopo la pubblicazione Paris, sempre più deluso dall'industria musicale, si ritirò, lavorò come agente in borsa e riuscì ad aumentare il suo patrimonio personale che gli permise di finanziarsi autonomamente le successive pubblicazioni.

### Anni 2000
Nel 2003, Paris ritornò con l'album Sonic Jihad. L'album continuò la sua tradizione della cover art controversa, in questo caso raffigurava un aereo in volo verso la Casa Bianca, evocando le immagini degli attentati dell'11 settembre.
Il suo contenuto è altrettanto radicale e copre molti argomenti, tra cui la guerra al terrorismo, la guerra in Iraq, la brutalità della polizia, la violenza, le condizioni delle comunità nei centri urbani, gli Illuminati e il terrorismo finanziato dallo stato. Diversi artisti di matrice political hip hop parteciparono alla produzione dell'album tra cui Kam, Dead Prez e Public Enemy. L'album segnò la creazione della nuova etichetta di Paris, Guerrilla Funk Recordings.
Il singolo What Would You Do You Do? (dall'album Sonic Jihad) accusò il governo degli Stati Uniti di essere il responsabile degli attentati dell'11 settembre 2001.
Nel 2005, Paris completò un album in collaborazione con Public Enemy, Rebirth of a Nation, il titolo fa riferimento sia al film del 1915 Nascita di una nazione, controverso per la sua glorificazione del Ku Klux Klan e la rappresentazione razzista degli afroamericani, sia all'album It Takes a Nation of Millions..... dei PE del 1988. Sebbene Chuck D coprisse la maggior parte delle voci, Paris scrisse e produsse la maggior parte dell'album, che comprendeva anche MC Ren degli N.W.A., Immortal Technique, Kam, Dead Prez e The Conscious Daughters.
Nel 2006 l'artista rilasciò Paris presents Hard Truth Soldiers, Vol.1, che fu la sua prima compilation e parlava di argomenti come la brutalità poliziesca, guerra e violenza domestica. Includeva contributi di Public Enemy, The Coup, Dead Prez, T-K.A.S.H., Kam, The Conscious Daughters, Mystic, MC Ren, Sun Rise Above Above, e il Movimento S.T.O.P. (Mobb Deep, Tray Deee, Soopafly, KRS-One, Defari, Daz, J-Ro, RBX, Bad Azz, WC, Dilated Peoples, Mac Minister, The Alchemist, Mack 10, Evidence, Defari, Everlast e B-Real).
Nel corso dello stesso anno organizzò il debutto dell'ex membro dei The Coup, T-K.A.S.H.
Nel 2007 pubblicò il pezzo successivo di Rebirth of a Nation, la collaborazione Public Enemy Remix of a Nation, e iniziò a gettare le basi per la divisione cinematografica della Guerrilla Funk Recordings.
Negli 2009 pubblicò Paris Presents: Hard Truth Soldiers, Vol. 2, Brains All Over the Streets, e The Nutcracker Suite.

### Anni 2010
Nel 2010 Paris ha partecipato al documentario musicale Sounds Like a Revolution e nel 2011 all'album Featuring Freshness di Insane Clown Posse. Sempre nello stesso anno si è esibito al Gathering of the Juggalos e all'Amsterdam Hiphop festival.
Nel 2014 e nel 2015 ha pubblicato due video musicali, Night of the Long Knives e Buck, Buck, Pass.
L'11 settembre 2015 è uscito il suo quinto album Pistol Politics. È stato nominato uno dei migliori album hip-hop del 2015 dalla rivsita SPIN e ha ricevuto una valutazione "A-" da Vice. Nel novembre 2015 ha pubblicato il suo terzo video musicale, Hard Truth Soldier (Redux).
Il 5 settembre 2016 si è esibito all'Hiero Day a Oakland, California, l'annuale block party del collettivo hip-hop Hieroglyphics che celebra la musica, il cibo e la cultura indie della Bay Area. Nell'ottobre 2016 ha pubblicato i video di Lethal Warning Shot e Power, il 4° e 5° singolo dell'acclamato Pistol Politics.

## Discografia

### Album in studio
- 1990 – The Devil Made Me Do It
- 1992 – Sleeping with the Enemy
- 1994 – Guerrilla Funk
- 1998 – Unleashed
- 2003 – Sonic Jihad
- 2008 – Acid Reflex
- 2015 – Pistol Politics

### Album in collaborazione
- 2006 – Rebirth of a Nation con Public Enemy

### Singoli/Video
- 1990 – Break the Grip of Shame
- 1990 – The Devil Made Me Do It
- 1992 – The Days of Old
- 1992 – Assata's Song
- 1994 – Guerrilla Funk
- 1994 – One Time fo' Ya Mind
- 1994 – Outta My Life
- 2008 – Don't Stop the Movement
- 2014 – Night of the Long Knives
- 2015 – Buck, Buck, Pass
- 2015 – Hard Truth Soldier (Redux)
- 2016 – Lethal Warning Shot
- 2016 – Power